# Jean Kambanda
Jean Kambanda (nascut el 19 d'octubre de 1955) va ser el Primer Ministre al govern en funcions de Ruanda des del començament del genocidi de Ruanda de 1994. És l'únic cap de govern a declarat culpable de genocidi, en el primer grup de convictes des de l'entrada en vigor de la Convenció per a la Prevenció i la Sanció del Delicte de Genocidi el 1951.
Kambanda tenia un grau en enginyeria comercial i començà la seva carrera com a banquer de baix nivell al United Popular BPR, ascendí a tecnòcrata i es va convertir en president del banc. En el moment de la crisi d'abril de 1994 era vicepresident de la secció de Butare del Moviment Democràtic Republicà (MDR) a l'oposició.
Va jurar com a primer ministre el 9 d'abril de 1994 després que el President, Juvénal Habyarimana i l'ex primer ministre, Agathe Uwilingiyimana, van ser assassinats. A l'oposició del MDR li van prometre el primer càrrec ministerial en el govern de transició establert pels acords d'Arusha, però Kambanda va saltar diversos nivells en la jerarquia del partit per ocupar el càrrec en comptes de l'opció inicial, Faustin Twagiramungu. Va romandre al càrrec durant cent dies del genocidi fins al 19 de juliol de 1994. Després de deixar el càrrec, va fugir del país.

## Responsabilitat penal
Kambanda va ser arrestat a Nairobi el 18 de juliol de 1997, després d'una participació multinacional de set setmanes i transferit al Tribunal Penal Internacional per a Ruanda. El Tribunal el va acusar de distribuir armes curtes i municions a Butare i Gitarama amb el coneixement que s'utilitzarien per massacrar civils. Va ser considerat culpable després de declarar-se culpable, un càrrec que més tard va refusar, refutació que el tribunal no va acceptar.
El 4 de setembre de 1998, el TPIR va condemnar Jean Kambanda a la cadena perpètua per:
- Genocidi i acord per cometre genocidi
- Incitació directa i directa a cometre genocidi
- Ajudar i engegar el genocidi
- Faltar al seu deure de prevenir el genocidi que es va produir mentre era primer ministre
- Dos càrrecs de crims contra la humanitat

Joy Mukanyange, l'ambaixador de Ruanda a Tanzània va ser l'únic funcionari de Ruanda que va assistir a la sentència del seu antic primer ministre. Va pensar que era just que Kambanda rebés una condemna perpètua i que els seus crims havien estat reconeguts per la comunitat internacional. Va assenyalar que Ruanda "no buscava venjança".
Aquest veredicte va ser confirmat per la Cambra d'Apel·lació del TPIR el 19 d'octubre de 2000, i Kambanda està actualment empresonat a la presó de Koulikoro a Mali.

### Culpant a l'exèrcit
Encara que Kambanda es va declarar culpable després de rebre un advocat, el seu advocat va argumentar que el primer ministre era un "titella" dels militars, que l'havia arrossegat del seu banc, després de matar l'anterior primer ministre, per legitimar el seu control del seu país. Va demanar al TPIR una sentència de dos anys perquè actuava sota coacció amb responsabilitat limitada.
El tribunal va concloure que aquesta defensa contra un càrrec de genocidi era irrellevant.
El 2006 va declarar per a la defensa del coronel Theoneste Bagosora en el judici "Militar 1" dels caps militars superiors. Aquest testimoni va ser el primer i únic testimoni públic del primer ministre sobre els esdeveniments de 1994 a Ruanda i en què va dir que mai havia trobat un pla per cometre genocidi. Les decisions del TPIR sobre Kambanda han estat objecte de crítiques.

### Responsable però no culpable
En el seu recurs, Kambanda va dir que la seva confessió havia estat un error, a causa d'un consell dolent o malentès. Va dir que el seu objectiu no era declarar-se culpable sinó dir la veritat. Segons el recurs del TPIR:
"Kambanda va assenyalar que, tot i que se sentia políticament responsable del que va passar, no se sentia culpable en aquest moment i ara no se sent culpable".

## Llegat legal
Com a cap de govern condemnat per un tribunal internacional, Kambanda és una figura important, el veredicte contra ell forma un precedent contra el principi legal de la immunitat estatal (que es va utilitzar per rebutjar un ordre d'extradició per Augusto Pinochet, per exemple).